# GreatList
Great List — международный ресторанный гид, запущенный российским ресторатором Александром Сысоевым. Доступен на русском, английском, арабском и китайском языках, функционирует в России, ОАЭ, Катаре.

## История
Проект был запущен в 2022 году и изначально охватил 4 крупных городов России, включая Москву, Санкт-Петербург, Екатеринбург и Казань. Затем в список добавился Нижний Новгород.
В 2024 году ресторанный гид запустился в ОАЭ, его эксперты выбрали более сотни локаций в категориях fine dining, smart casual, городские кафе, кофейни, бары. В течение 2 месяцев с момента открытия гид посетило 1,5 млн посетителей, среди которых 90 % местные жители и иностранные туристы, 10 % — туристы из России. Специальный знак Great List был размещен у входов в популярные рестораны ОАЭ.
В декабре 2024 года гид запустился в двух крупнейших городах российского Дальнего Востока, Хабаровске и Владивостоке. В гид попали 12 отобранных экспертами заведений.. Выход в регион состоялся при поддержке Корпорации развития Дальнего Востока и Арктики.
В 2025 году Great List был запущен в Катаре. Эксперты гида выбрали 25 лучших мест столицы Катара Дохи в категориях fine dining, smart casual, городские кафе, бары. Команда проекта для оценки произвела анонимные посещения различных заведений Дохи, выделяя лучшие в плане еды, сервиса, дизайна и атмосферы.
На 2025 год запланирована серия гастролей GreatList Sessions. Российские шеф-повара посетят страны Ближнего востока, в свою очередь, повара ОАЭ и Катара проведут обмен опытом с коллегами из России.

## Структура гида
Заведения гида разделяются на три раздела:
- Fine Dining — куда собраны лучшие, с точки зрения высокой кухни, дизайна и сервиса рестораны,
- Smart Casual — в который включены стильные, современные места с запоминающейся атмосферой и отличной едой,
- City Cafe — в категории отличные заведения на каждый день с доступными ценами.
- Дополнительно (для некоторых городов):

- Bars и Streetfood — лучшие бары в городах, известных своей ночной жизнью, а также места с аутентичными блюдами в формате фастфуда[2].
- Coffee
- Hotels

## Критерии отбора
Для того чтобы определенное место попало в GreatList, команда посещает его несколько раз, в разное время суток.
Существуют важные критерии отбора, среди которых качество еды и изобретательность шеф-повара, сервис, который предполагает не только обслуживание гостя, но также и дизайн заведения, эргономику пространства, атмосферу, в которую входят десятки элементов: от запахов до музыки. 

## Проекты
Александр Сысоев вошел в попечительский совет Фонда развития Института гастрономии Сибирского федерального университета. Сысоев и ресторанный гид будут вовлекать партнеров из сферы гостеприимства в работу фонда и института, содействовать его продвижению и поддерживать развитие студентов. Также в учебном заведении появилась именная стипендия от GreatList и Александра Сысоева. 

## Награды
- Победитель Moscow Urban Forum Awards: «Городские сервисы», 2023 год[15].
- Приз «За вклад в развитие туризма» премии Департамента Туризма «Путеводная Звезда», проект Александра Сысоева — Great List, 2023 год
- Благодарственная грамота Посольства ОАЭ в Российской Федерации за активное участие в Днях культуры Объединенных Арабских Эмиратов, 2024 год
- Благодарность мэра г. Москва Собянина С. С. за вклад в развитие ресторанной отрасли и гастрономического туризма в городе Москва, 2024 год